# Farský potok (přítok Svinenského potoka)
Farský potok je potok v okrese České Budějovice v Jihočeském kraji. Vytéká z rybníka Velké Chrastí v přírodní památce Chrastí a jeho délka je přibližně 4,1 km. Jeho největší přítok je bezejmenný, napájí i několik rybníků, např. Malé Chrastí nebo Brigádník v Trhových Svinech. V tomto městě také ústí zprava do Svinenského potoka. Do roku 2011 se tento potok jmenoval ještě Bukovický, ale na konci roku 2011 potok město přejmenovalo na Farský.